# 너태샤 로스웰
너태샤 로스웰(영어: Natasha Rothwell, 1980년 10월 18일~)은 미국의 배우, 희극인, 작가이다.

## 출연 작품

### 영화
- 2024년 수퍼 소닉 3 - 레이첼 역